# Сулішево (Хощенський повіт)
Сулішево (пол. Suliszewo, нім. Zühlsdorf) — село в Польщі, у гміні Хощно Хощенського повіту Західнопоморського воєводства.
Населення — 410 осіб (2011).
У 1975-1998 роках село належало до Гожовського воєводства.

## Демографія
Демографічна структура станом на 31 березня 2011 року:
|          | Загалом | Допрацездатний вік | Працездатний вік | Постпрацездатний вік |
| -------- | ------- | ------------------ | ---------------- | -------------------- |
| Чоловіки | 208     | 59                 | 128              | 21                   |
| Жінки    | 202     | 40                 | 106              | 56                   |
| Разом    | 410     | 99                 | 234              | 77                   |